# Ranunculus nigrescens
Ranunculus nigrescens är en ranunkelväxtart som beskrevs av Josef Franz Freyn. Ranunculus nigrescens ingår i släktet ranunkler, och familjen ranunkelväxter. Inga underarter finns listade i Catalogue of Life.